# Xã Cooke, Quận Cumberland, Pennsylvania
Xã Cooke (tiếng Anh: Cooke Township) là một xã thuộc quận Cumberland, tiểu bang Pennsylvania, Hoa Kỳ. Năm 2010, dân số của xã này là 179 người.